# Wanda Dynowska

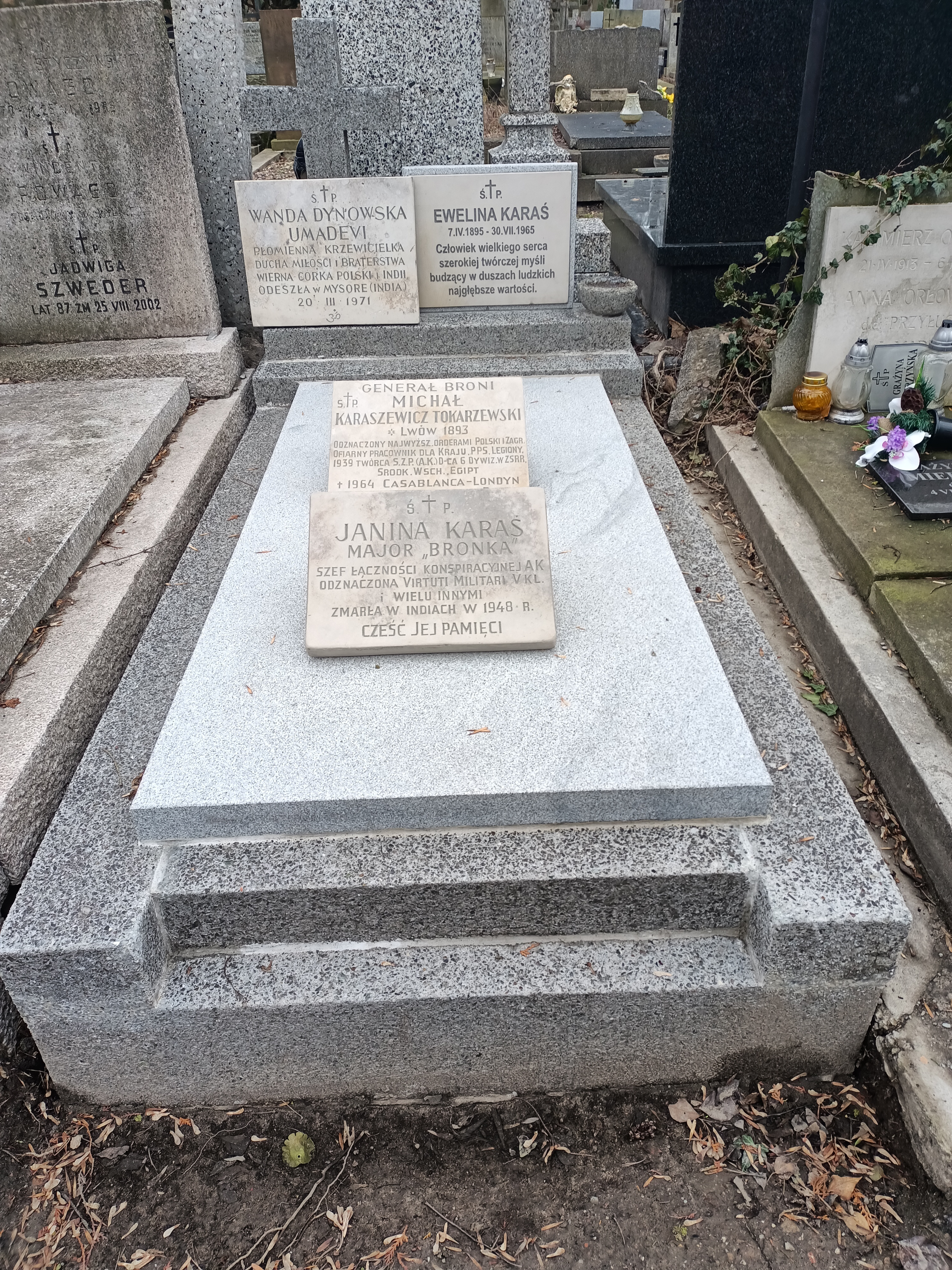
Nagrobek Wandy Dynowskiej na Cmentarzu Powązkowskim

Wanda Dynowska (także: Umadevi, czyli Bogini Uma, Świetlista Dusza) (ur. 30 czerwca 1888 w Petersburgu, zm. 20 marca 1971 w Mysore) – polska pisarka, tłumaczka, działaczka społeczna, popularyzatorka teologii i filozofii hinduizmu w Polsce. Ambasadorka kultury indyjskiej i polskiej, karma jogini, założycielka i organizatorka Biblioteki Polsko-Indyjskiej.

## Życiorys

### Młodość
Była córką adwokata Eustachego i Heleny z Sokołowskich. Dzieciństwo i lata młodzieńcze spędziła w rodowym majątku ziemskim Istalsno, koło miasteczka Lucyn w Inflantach Polskich. Otrzymała wszechstronne wykształcenie, opanowała biegle język francuski, język włoski, język hiszpański, język łotewski i język rosyjski. Studiowała romanistykę na Uniwersytecie Jagiellońskim w Krakowie oraz na Uniwersytecie w Lozannie. Interesowała się teozofią, co skierowało ją do zapoznania się z kulturą i religią Indii oraz kwestią reinkarnacji.

### Działalność teozoficzna i społeczna
W roku 1919, w Warszawie rozpoczęła starania o utworzenie Polskiego Towarzystwa Teozoficznego. W Paryżu poznała hinduskiego teologa Krishnamurtiego i pod jego wpływem pozostała do końca życia.
Od 1921 była redaktorką „Przeglądu Teozoficznego” (potem „Myśl Teozoficzna” i „Biuletyn Teozoficzny”); publikowała wiele własnych prac oraz tłumaczeń literatury anglojęzycznej.
W 1923 została sekretarzem generalnym Polskiego Towarzystwa Teozoficznego. Wygłaszała odczyty w wielu miastach Polski, inicjowała powstanie spółdzielczego wydawnictwa „Adyar”, dokonała licznych przekładów zachodnioeuropejskiej literatury teozoficznej.
W 1924 została przyjęta do organizacji wolnomularskiej "Le Droit Humain", której była współzałożycielką. Tak jak większość polskich teozofów, Dynowska popierała marszałka Piłsudskiego. Założyła organizację Służebników Polskich, działających na rzecz spraw kulturalnych i społecznych. W 1926 roku w czasie przewrotu majowego Służebnicy należeli do najbardziej oddanych kurierów Piłsudskiego.
Wanda Dynowska jest autorką tezy o niesprzeczności idei reinkarnacji z chrześcijaństwem lub innymi religiami abrahamicznymi. Warunkiem jest odrzucenie części dogmatów, zwłaszcza o boskości postaci ludzkich w tym odrzucenie bezpośredniego stwierdzenia boskości Jezusa. Idee te opublikowała w książce Czy tylko raz żyjemy na ziemi: Rzecz o reinkarnacji. W książce tej autorka opisuje również sytuacje i zdarzenia, które według niej są dowodami na istnienie reinkarnacji.

### Działalność w Indiach
Po śmierci Piłsudskiego, jesienią 1935 Dynowska wyjechała do Indii, do aśramy Ramany Maharshiego i tam pozostała na długie lata.
Była zafascynowana nauką Maharshiego, a później ideami Mahatmy Gandhiego i została jego bliską współpracownicą. Włączyła się w działalność na rzecz niepodległości Indii. Uczestniczyła w spotkaniach z różnymi hinduskimi środowiskami, przemawiała m.in. na temat miłości ojczyzny i wpajania jej w serca dzieci, uczyła dostrzegania wielkości Indii.
Coraz głębiej poznawała duchowość hinduizmu, poznała jogę i wielu jej wybitnych przedstawicieli. Inny wybitny działacz polsko-indyjski Maurycy Frydman (1901-1976) wprowadzał Dynowską w wiele spraw ich drugiej ojczyzny, inspirując ją do podjęcia szeregu ważnych przedsięwzięć.
Tę działalność przerwał wybuch II wojny światowej. Dynowska podjęła nieudaną z powodu trudności wizowych próbę powrotu do Polski i musiała wrócić do Indii.
Po powrocie do Indii za radą Ramany Maharshiego zabrała się do tłumaczenia Bhagawad Gity, najświętszej księgi hinduistów. W czasie trzech lat pracy dla konsulatu polskiego w Bombaju odkładała ¾ swoich zarobków i te oszczędności były pierwszym kapitałem Biblioteki Polsko-Indyjskiej, założonej w 1944.
Organizowała pomoc dla Polaków, którzy zdołali wyjechać z Armią Andersa z ZSRR i przez Iran dotarli do Indii. W ciągu pięcioletniego pobytu uchodźców w Indiach była częstym gościem w osiedlach polskich, szczególnie w obozie Valivade koło miasta Kolhapur. Odczyty, które tam wygłaszała, cieszyły się bardzo dużym zainteresowaniem.
Rozwijała swą działalność we współpracy z wybitnym poetą hinduskim Harischadra Bhattem, tłumaczem literatury polskiej. W prasie indyjskiej publikowała artykuły informujące indyjskie społeczeństwo o sprawach polskich. Zorganizowała zespół regionalny, który odbył tournée po południowych Indiach.
Na przełomie lat 40. i 50. XX w. Dynowska zerwała wszystkie formalne związki z organizacjami, do których wcześniej należała, m.in. z Towarzystwem Teozoficznym.
Dynowska po II wojnie światowej odwiedziła Polskę dwukrotnie: w 1960 i 1969. W jej obszernej korespondencji wiele jest wyrazów tęsknoty za krajem i żywego zainteresowania sprawami Polaków. Zarówno pierwsza, jak i druga wizyta trwały po kilka miesięcy, wygłosiła w ich trakcie dziesiątki odczytów i odbyła setki spotkań. Mówiła m.in. o Gandhim, Krishnamurtim i Śri Ramanie Maharshim. Spotkała się z życzliwym przyjęciem i dużym zainteresowaniem.

#### Działalność na rzecz Tybetu
W sierpniu 1960 przyjął Dynowską na audiencji biskup Karol Wojtyła, któremu ofiarowała wydane przez siebie tomy Antologii Indyjskiej. Ponowna audiencja miała miejsce w listopadzie 1969, kiedy przedstawiła mu rozpaczliwe położenie narodu tybetańskiego. Kardynał wyraził swe głębokie współczucie i obiecał odprawić mszę w intencji pomordowanych i żyjących Tybetańczyków. Już wówczas stwierdziła: „Kardynał Wojtyła będzie pierwszym słowiańskim papieżem”.
W 1960 Dynowska postanowiła pracować wśród dzieci tybetańskich, które w czasie inwazji chińskiej i przeprawy przez Himalaje utraciły rodziców. Wyjechała na północ Indii do himalajskiej miejscowości Dharamsala (siedziby Dalaj Lamy i dużego skupiska Tybetańczyków) i tam organizowała pomoc (dożywia, wykłada język angielski i inne przedmioty w szkołach, szyje sukienki i wyprawki do szkół, znajduje szkoły i miejsca w internatach dla młodzieży w różnych ośrodkach Indii i poza ich granicami; dla znacznej grupy zdobywa stypendia, m.in. szwajcarskie. Pozostaje w stałym kontakcie z Dalaj Lamą i jego otoczeniem.) Z biegiem lat coraz więcej czasu poświęcała kulturze i oświacie tybetańskiej.
W 1970 zdrowie Dynowskiej załamało się; przeniosła się do rzymskokatolickiego klasztoru w Mysore. Gdy nastąpiło znaczne pogorszenie, Dynowska odmówiła przyjmowania leków. 20 marca 1971 wysłuchała katolickiego nabożeństwa i przyjęła komunię, a następnie ubrana w odświętne karminowe sari, przybrawszy klasyczną pozycję medytacyjną, zapadła w trans. Zmarła przed północą tego samego dnia.
Zgodnie z jej ostatnią wolą tej samej nocy jej zwłoki Tybetańczycy zabrali do Bylakuppe, gdzie zostały spalone a lamowie, przy współudziale tamtejszej społeczności, dokonali obrzędów pogrzebowych. Jej symboliczny grób znajduje się na cmentarzu Powązkowskim (kwatera 155b-4-13)
Ku pamięci Wandy Dynowskiej zbudowano w pobliżu Bylakuppe stupę Tenzin Chodon (takie nosiła tybetańskie imię). Wydano też drukiem krótkie wspomnienie z jej podobizną Ku pamięci Umadevi, z podtytułem: Broszura wydana ku wiecznej i serdecznej pamięci o Umadevi została przygotowana i wydana przez jej chłopców i dziewczęta z Tybetu oraz wydrukowana przy łaskawej pomocy przyjaciół Umadevi z Madrasu.
Mottem Dynowskiej było: Pokazać duszę Polski Indiom, choćby małej garstce ludzi żywych i otwartych... Pokazać duszę Indii Polakom, choćby nielicznym, szerokim i pozbawionym rasowych i religijnych przesądów, którzy kochają człowieka bez względu na to, jaką część świata zamieszkuje, którzy szanują i cenią twórczą myśl ludzką, bez względu na formy i symbole, w jakich się wyraża – oto jeden z głównych celów mego wieloletniego przebywania w Indiach.